# パッサウ条約
パッサウ条約（ドイツ語: Passauer Vertrag）は、1552年にローマ王フェルディナント（後の神聖ローマ皇帝フェルディナント1世）とザクセン選帝侯モーリッツの間で結ばれた条約。
カトリックとプロテスタントの共存が定められたもので、アウクスブルク宗教平和令の雛型となった。

## 概要
シュマルカルデン戦争ではプロテスタント勢力に圧勝したカール5世であったが、帝国統治において専横的な姿勢を強めたため、帝国内の諸侯から反発を招いた。1552年にシュマルカルデン戦争では皇帝支持に回ったザクセン選帝侯モーリッツが反皇帝に転じてインスブルック（当時カール5世が滞在していた地）へと軍を進める事態が起こった。この際、一時的に逃亡を余儀なくされた皇帝を支持する諸侯がいなかったことは、帝国内における皇帝の孤立を明白なものとした。
こうした中、モーリッツとローマ王フェルディナント（皇帝カール5世の弟、プロテスタントに対して兄より融和的）の間でパッサウ条約が結ばれ、両宗派の平和共存が確認された。これにより、暫定的に定められていたアウクスブルク仮信条協定は廃された。カール5世はパッサウ条約に反対であったが、事態が好転しないことを理解すると、ドイツを離れてネーデルラントに移った。しかし、条約受け入れに反対したブランデンブルク＝クルムバッハ辺境伯アルブレヒト・アルキビアデスが反乱を起こし、ヴォルフェンビュッテル侯ハインリヒ2世と共に鎮圧に向かったモーリッツは戦死した。アルブレヒト・アルキビアデスは1554年に敗北、帝国追放となった。
1555年、この条約の内容を前提として、フェルディナントの名のもとで帝国議会における最終決定が成立した。こうして定められたアウクスブルク宗教平和令は、帝国内における宗教対立を一応収拾するとともに、領邦教会体制の発展を促すことになった。